# Tersanne
Tersanne és un municipi francès situat al departament de la Droma i a la regió d'Alvèrnia-Roine-Alps. L'any 2007 tenia 265 habitants.

## Demografia

### Població
El 2007 la població de fet de Tersanne era de 265 persones. Hi havia 102 famílies de les quals 22 eren unipersonals (18 homes vivint sols i 4 dones vivint soles), 27 parelles sense fills, 35 parelles amb fills i 18 famílies monoparentals amb fills.
La població ha evolucionat segons el següent gràfic:
Habitants censats

### Habitatges
El 2007 hi havia 123 habitatges, 99 eren l'habitatge principal de la família, 17 eren segones residències i 8 estaven desocupats. 115 eren cases i 8 eren apartaments. Dels 99 habitatges principals, 78 estaven ocupats pels seus propietaris, 18 estaven llogats i ocupats pels llogaters i 3 estaven cedits a títol gratuït; 4 tenien dues cambres, 13 en tenien tres, 12 en tenien quatre i 69 en tenien cinc o més. 79 habitatges disposaven pel capbaix d'una plaça de pàrquing. A 41 habitatges hi havia un automòbil i a 50 n'hi havia dos o més.

### Piràmide de població
La piràmide de població per edats i sexe el 2009 era:
| Homes | Edats   | Dones |
| ----- | ------- | ----- |
| 0     | 95 o +  | 0     |
| 0     | 90 a 94 | 0     |
| 0     | 85 a 89 | 4     |
| 0     | 80 a 84 | 0     |
| 4     | 75 a 79 | 0     |
| 8     | 70 a 74 | 4     |
| 4     | 65 a 69 | 4     |
| 4     | 60 a 64 | 4     |
| 12    | 55 a 59 | 4     |
| 16    | 50 a 54 | 12    |
| 0     | 45 a 49 | 4     |
| 16    | 40 a 44 | 8     |
| 8     | 35 a 39 | 8     |
| 8     | 30 a 34 | 12    |
| 0     | 25 a 29 | 0     |
| 12    | 20 a 24 | 0     |
| 16    | 15 a 19 | 4     |
| 16    | 10 a 14 | 4     |
| 0     | 5 a 9   | 8     |
| 4     | 0 a 4   | 8     |

## Economia
El 2007 la població en edat de treballar era de 163 persones, 108 eren actives i 55 eren inactives. De les 108 persones actives 97 estaven ocupades (62 homes i 35 dones) i 11 estaven aturades (2 homes i 9 dones). De les 55 persones inactives 19 estaven jubilades, 12 estaven estudiant i 24 estaven classificades com a «altres inactius».

### Ingressos
El 2009 a Tersanne hi havia 113 unitats fiscals que integraven 325 persones, la mediana anual d'ingressos fiscals per persona era de 14.220 €.

### Activitats econòmiques
Dels 14 establiments que hi havia el 2007, 3 eren d'empreses extractives, 4 d'empreses de construcció, 1 d'una empresa de transport, 1 d'una empresa d'hostatgeria i restauració, 1 d'una empresa financera, 1 d'una empresa de serveis, 1 d'una entitat de l'administració pública i 2 d'empreses classificades com a «altres activitats de serveis».
Dels 5 establiments de servei als particulars que hi havia el 2009, 1 era un paleta, 1 guixaire pintor, 1 lampisteria, 1 electricista i 1 perruqueria.
L'any 2000 a Tersanne hi havia 20 explotacions agrícoles que ocupaven un total de 639 hectàrees.

## Equipaments sanitaris i escolars
El 2009 hi havia una escola elemental integrada dins d'un grup escolar amb les comunes properes formant una escola dispersa.

## Poblacions més properes
El següent diagrama mostra les poblacions més properes.